# Lukian Popov
 (avril 2025).
Lukian Vasilievich Popov (russe : Лукиан Васильевич Попов), né le 8 (20) octobre 1873 et mort le 8 (21) mai 1914, est un peintre russe.

## Biographie

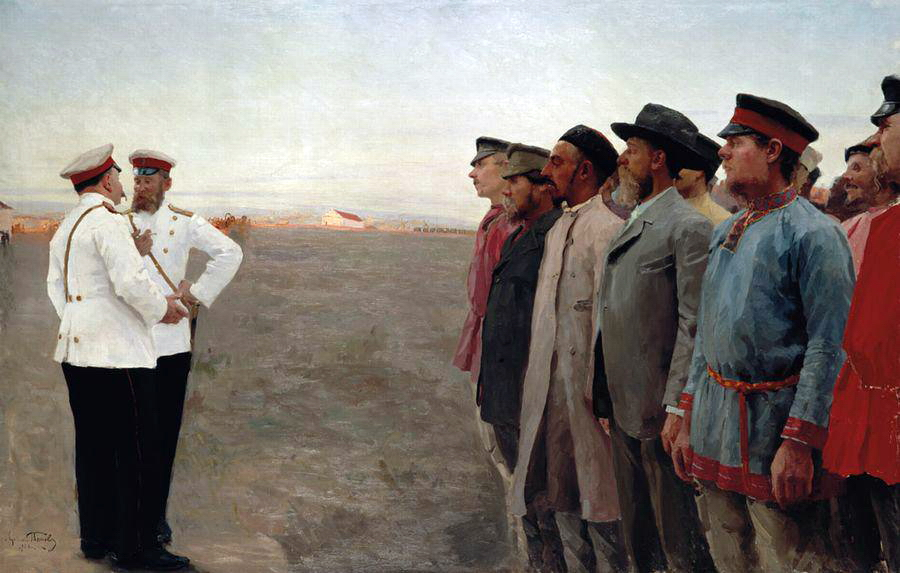
Mobilisés.

Lukian Vasilievich Popov naît le 8 (20) octobre 1873, dans la province d'Orenbourg dans une famille de paysans.
De 1896 à 1902, il suit une formation à l'Académie des arts de Saint-Pétersbourg. Il participe à des expositions d'art alors qu'il est encore étudiant. Sa toile Inondation printanière est primée lors de l'exposition de 1899. En 1903, il devient membre de la Société pour la circulation des expositions d'art.
Il partage la vision des représentants les plus progressistes des derniers Itinérants. Comme Kasatkin et Ivanov, il salue la révolution à venir. Ses œuvres se distinguent par des caractérisations psychologiques et sociales vivantes et par la perfection de la composition et de l'exécution. Les œuvres les plus connues de l'artiste sont Migrants vers de nouveaux lieux (1903-1904), Mobilisés (1904), Coucher de soleil (L'agitateur) (vers 1906), Scène de village (Levez-vous, travailleurs...) (1906-1907), Les socialistes (vers 1908) et Les prairies sont inondées (1909).
Lukian Vasilievich Popov meurt le 8 (21) mai 1914.